# Киравски рејон
Киравски рејон (блр. Кіраўскі раён; рус. Ки́ровский райо́н) је административна јединица другог нивоа у југозападном делу Могиљовске области на истоку Републике Белорусије.
Административни центар рејона је град Киравск.

## Географија
Бихавски рејон обухвата територију површине 1.295,20 км² и на 14. је месту по површини у Могиљовској области. Граничи се са 3 рејона Могиљовске области на западу, северу и југу (Бабрујски, Кличавски и Бихавски) и са Рагачовским рејоном Гомељске области на истоку.
Рејон обухвата јужни део Централноберезинске равнице и лежи на андморским висинама између 160 и 170 метара. Највиша тачка лежи на висини од 196,4 метра.
Најважније реке су Друт на истоку и Березина на западу.
Клима је умереноконтинентална са јануарским просеком температуре од -6,9 °C и јулским око 18,2 °C. Вегетациони период траје 192 дана, а просечна количина падавина на годишњем нивоу је 594 мм.
Око 42% територије рејона је под шумама.

## Историја
Рејон је основан 12. фебруара 1935. године. Од 1944. до 1954. рејон је био у саставу Бабрујске области.

## Демографија
Према резултатима пописа из 2009. на том подручју стално је било насељено 22.352 становника или у просеку 17,25 ст/км², од чега нешто мање од половине живи у урбаним срединама.
Основу популације чине Белоруси (85,8%), Руси (12,63%) и остали (1,57%).
Административно рејон је подељен на подручје града Киравска који је уједно и административни центар рејона, и на још 8 сеоских општина. На подручју рејона постоје укупно 123 насељена места.

## Саобраћај
Кроз рејон пролазе аутопутеви Могиљов—Бабрујск и Минск—Гомељ. Река Дњепар је пловна на делу тока кроз овај рејон.